# پرل‌بال
پرل‌بال یک متعادل کننده بار ترافیکی، پروکسی معکوس و سرور وب مبتنی بر پرل است. پرل‌بال توسط گروهی متصل به DangaInteractive نگهداری می‌شود. این برنامه معمولاً توسط وب سایت‌های بزرگ برای توزیع بار روی تعدادی از سرورها مورد استفاده قرار می‌گیرد.
همانند پرل، پرل‌بال هم تحت پروانه عمومی همگانی گنو و همچنین با مجوز هنری توزیع می‌شود؛ بنابراین یک نرم‌افزار رایگان است.
پرل‌بال همچنین دارای مکانیزمی به اصطلاح «پروکسی مجدد» است. این کار به یک برنامه کاربردی وب پشتیبان امکان می‌دهد پاسخ کوچکی به پرل‌بال ارسال کند که به عنوان یک «هدایت مجدد داخلی» عمل می‌کند و باعث می‌شود داده‌های پاسخ را از جای دیگری دریافت کند. این امر اغلب به این منظور مورد استفاده قرار می‌گیرد که فرایندهای سنگین سرور برنامه می‌توانند به سرورهای HTTP بسیار ساده‌تر و سریعتر برای سرویس دهی به پرونده‌های ثابت ارسال شود، و سرور برنامه را برای کارهای محاسباتی دیگر آزاد کنند. این معمولاً همراه با MogileFS استفاده می‌شود.
علاوه بر این، می‌توان افزونه‌ها را برای پشتیبانی از عملیات‌های مختلفی که ممکن است به‌طور سنتی در لایه برنامه انجام شده باشند، نوشت. به عنوان مثال، یک افزونه پالایش توسعه یافته‌است که می‌تواند به صورت پویا پالت یک تصویر PNG یا GIF را هنگام عبور از پروکسی تغییر دهد، و اجازه می‌دهد تصویر رنگی شود. این مورد در لایو ژورنال برای ارائه الگوهای صفحه از پیش تعریف شده‌ای استفاده می‌شود که رنگ‌های آنها، از جمله آنهایی که در تصاویر «پخته» شده‌اند، می‌توانند توسط کاربر سفارشی شوند. انجام این کار پالایش نسبتاً ساده در لایه متعادل کننده بار، از انتقال مجدد این درخواست به سرورهای کامل برنامه جلوگیری می‌کند.